# Стівен Ґрем
Стівен Ґрем (англ. Stephen Graham; нар. 3 серпня 1973, Кербі, Англія, Велика Британія) — англійський актор. Найбільш знаний за роллю Ендрю Гаскойна у фільмі «Це Англія», а також продовженням історії на телебаченні: «Це Англія '86», «Це Англія '88» та «Це Англія '90». Також грав у таких стрічках як «Великий куш», «Банди Нью-Йорка», «Джонні Д.», «Ірландець», «Пірати Карибського моря: На дивних берегах» та «Пірати Карибського моря: Помста Салазара».

## Кар'єра
Ґрем часто виконує ролі з різноманітних британських, ірландських та американських регіонів. Він грав кокні, валлійців, джорді, скауз, а також ірландця в Нью-Йорку XIX століття, грабіжника банків з Чикаго 1930-х років XX століття, бруклінського бандита, техасця та ямайця.
За гру у фільмі «Це Англія» був номінований на премію Британського незалежного кіно, а за роботу в «Ірландці» — на премію Гільдії кіноакторів США за найкращий акторський склад в ігровому кіно.
2012 року виграв премію Гільдії кіноакторів США за найкращий акторський склад в драматичному серіалі за роботу в «Підпільній імперії».
2020 року приєднався до всесвіту Marvel, знявшись у фільмі «Веном 2: Карнаж».

## Особисте життя
Народився в Кербі. Виховувався своєю матір'ю та вітчимом. Зберіг добрі стосунки з батьком, наполовину ямайцем, а наполовину шведом. Ще в початковій школі восьмирічний Ґрем надихнувся актором Ендрю Шофілдом та вирішив, що також стане актором. У 14 років приєднався до театру Everyman, а потім вступив до Коледжу театру та виконання Роуз Брафорд.
6 червня 2008 року одружився з акторкою Ганною Волтерс, з якою зустрічався ще з коледжу. Подружжя виховує двох дітей — сина Алфі та доньку Грейс.
Ґрем — вболівальник «Ліверпуля».
Практикує тітоталізм. Хворий на дислексію, тому сценарії йому читає дружина.

## Фільмографія
| Рік       |    | Українська назва                           | Оригінальна назва                                | Роль                     |
| --------- | -- | ------------------------------------------ | ------------------------------------------------ | ------------------------ |
| 1990      | ф  | Танцюючи в темряві                         | Dancin' Thru the Dark                            | хлопець-футболіст        |
| 1991      | ф  | Білявий кулак                              | Blonde Fist                                      | син                      |
| 1993      | с  | Серцебиття                                 | Heartbeat                                        | Баррі Ворд               |
| 1997      | ф  | Час простою                                | Downtime                                         | Jacko                    |
| 1998      | с  | Там, де серце                              | Where the Heart Is                               | Нік Боуен                |
| 1998—2002 | с  | Суто англійське вбивство                   | The Bill                                         | Джеззо / Джейсон Барретт |
| 1999      | с  | Вулиця коронації                           | Coronation Street                                | Лі Санкі                 |
| 2000      | ф  | Великий куш                                | Snatch                                           | Томмі                    |
| 2000      | тф | Пробач та забудь                           | Forgive and Forget                               | Джон                     |
| 2001      | ф  | Англійський цирульник                      | Blow Dry                                         | Фотограф                 |
| 2001      | ф  | Остання хвилина                            | Last Minute                                      | DJ Banana                |
| 2001      | с  | Брати по зброї                             | Band of Brothers                                 | Сержант Мирон Ренні      |
| 2002      | ф  | Банди Нью-Йорка                            | Gangs of New York                                | Шенг                     |
| 2003      | ф  | Американські кузини                        | American Cousins                                 | Генрі                    |
| 2003      | ф  | Усередині моєї пам'яті                     | The I Inside                                     | Тревіс                   |
| 2005      | ф  | Гол!                                       | Goal!                                            | Дес                      |
| 2006      | ф  | Негідник                                   | Scummy Man                                       | Джордж                   |
| 2006      | ф  | Це Англія                                  | This Is England                                  | Ендрю Гаскойн            |
| 2006—2007 | с  | Проект невинуватості                       | The Innocence Project                            | Ендрю Лукас              |
| 2007      | ф  | Добраніч                                   | The Good Night                                   | Віктор                   |
| 2008      | ф  | Бруд та мудрість                           | Filth and Wisdom                                 | Гаррі Бічам              |
| 2008      | ф  | Банда                                      | The Crew                                         | Франнер                  |
| 2008      | ф  | Чорнильне серце                            | Inkheart                                         | Фульвіо                  |
| 2008      | с  | Пристрасть                                 | Passion                                          | Бараббас                 |
| 2008      | с  | Вулиця                                     | The Street                                       | Шей Раян                 |
| 2009      | ф  | Футбольні гладіатори                       | Awaydays                                         | Годден                   |
| 2009      | ф  | Проклятий Юнайтед                          | The Damned United                                | Біллі Бремнер            |
| 2009      | ф  | Джонні Д.                                  | Public Enemies                                   | Малюк Нельсон            |
| 2010      | ф  | Охоронець                                  | London Boulevard                                 | Денні                    |
| 2010      | ф  | Час відьом                                 | Season of the Witch                              | Гаґамар                  |
| 2010      | с  | Це Англія '86                              | This Is England '86                              | Ендрю Гаскойн            |
| 2010—2014 | с  | Підпільна імперія                          | Boardwalk Empire                                 | Аль Капоне               |
| 2011      | с  | Це Англія '88                              | This Is England '86                              | Ендрю Гаскойн            |
| 2011      | ф  | Пірати Карибського моря: На дивних берегах | Pirates of the Caribbean: On Stranger Tides      | Скрам                    |
| 2011      | ф  | Поля                                       | Texas Killing Fields                             | Ріно                     |
| 2011      | ф  | Шпигун, вийди геть!                        | Tinker Tailor Soldier Spy                        | Джеррі Вестербі          |
| 2012      | ф  |                                            | Best Laid Plans                                  | Денні                    |
| 2012      | ф  | Кров                                       | Blood                                            | Кріссі Фейрберн          |
| 2012      | с  | Кінець параду                              | Parade's End                                     | Вінсент Макмастер        |
| 2014      | ф  | Дістати Санту                              | Get Santa                                        | Перукар                  |
| 2014      | ф  | Гієна                                      | Hyena                                            | Девід Найт               |
| 2015      | ф  | Клаптик туману                             | A Patch of Fog                                   | Роберт Грін              |
| 2015      | с  | Це Англія '90                              | This Is England '86                              | Ендрю Гаскойн            |
| 2016      | с  | Таємний агент                              | The Secret Agent                                 | Інспектор Гіт            |
| 2017      | ф  | Пірати Карибського моря: Помста Салазара   | Pirates of the Caribbean: Dead Men Tell No Tales | Скрам                    |
| 2017      | ф  | Кінозірки не помирають у Ліверпулі         | Film Stars Don't Die in Liverpools               | Джо Тернер (молодший)    |
| 2017      | ф  | Кінець шляху                               | Journey's End                                    | Троттер                  |
| 2017      | ф  | Людина з залізним серцем                   | The Man with the Iron Heart                      | Генріх Гіммлер           |
| 2017      | с  | Табу                                       | Taboo                                            | Аттікус                  |
| 2018      | с  | Врятуй мене                                | Save Me                                          | Фабіо Мелонсола          |
| 2019      | ф  | Хеллбой                                    | Hellboy                                          | Гругач                   |
| 2019      | ф  | Рокетмен                                   | Rocketman                                        | Дік Джеймс               |
| 2019      | ф  | Ірландець                                  | The Irishman                                     | Тоні Провенцано          |
| 2019      | с  | За службовими обов'язками                  | Line of Duty                                     | Джон Корбетт             |
| 2019      | с  | Різдвяна пісня                             | A Christmas Carol                                | Джейкоб Марлі            |
| 2020      | ф  | Грейхаунд                                  | Greyhound                                        | лейтенант Чарлі Коул     |
| 2021      | ф  | Точка кипіння                              | Boiling Point                                    | Енді Джонс               |
| 2021      | ф  | Веном 2: Карнаж                            | Venom: Let There Be Carnage                      | Патрік Малліган          |
| 2021      | с  | Північні води                              | The North Water                                  | капітан Артур Браунлі    |
| 2022      | ф  | Матильда: Мюзикл                           | Matilda                                          | містер Вормвуд           |
| 2022      | с  | Гострі картузи                             | Peaky Blinders                                   | Гейден Стагг             |
| 2024      | ф  | Дівчина і море                             | Young Woman and the Sea                          | Білл Берджесс            |
| 2024      | ф  | Веном: Останній Танець                     | Venom: The Last Dance                            | Токсин                   |
| 2025      | ф  | Позбав мене від небуття                    | Deliver Me from Nowhere                          | Дуглас Спрінгстін        |
| 2026      | ф  | Безсмертна людина                          | The Immortal Man                                 | Гейден Стагг             |